# 휴대전화 부품공장 파견노동자 메탄올 중독 실명 사건
휴대전화 부품공장 파견노동자 메탄올 중독 실명 사건은 2015년부터 2016년까지 삼성전자와 LG전자의 휴대폰 부품을 생산하는 인천광역시와 부천시의 하청업체들에서 제조업체에는 파견노동이 금지된 것을 무시하면서 안전 기준을 지키지 않고 메탄올을 사용하다가 여러 파견노동자들이 메탄올 중독으로 시력을 잃은 사건이다.